# 柴石滩水库
柴石滩水库，位于中国云南省宜良县东部，西南距宜良县城28公里，是西江南盘江段干流上的第一座大（二）型水库，2002年6月年完工。水库以灌溉为主，兼具发电、防洪和工业供水等综合效益。控制流域面积4656平方公里，总库容4.37亿立方米，兴利库容2.55亿立方米，死库容0.85亿立方米，正常蓄水位1,640.4米。大坝为混凝土面板堆石坝，坝顶长310.2米，最大坝高为101.8米。设计灌溉面积1.4万公顷，有效灌溉面积1.28万公顷。坝后电站年均发电量1.83亿千瓦时。